# 内生菌
内生菌（ないせいきん）とは内部共生体の一種で、少なくとも植物の生活環の一時期に宿主の体内で生息し、かつ病原性がないことが明らかなものである。多くの場合、細菌か真菌である。エンドファイト（英語: endophyte）ともいう。内生菌は普遍的な存在であり、今日まで、地衣類 や藻類 を含むあらゆる植物のあらゆる部位から発見されている。ただし、内生菌と宿主の植物との関係ははっきり判明していない。主要なイネ科植物（例えばウシノケグサ属およびドクムギ属の植物種）は内生菌としてエピクロエ属真菌を有する。この真菌は宿主の生育を促進し、栄養素の獲得を助ける。また、旱魃などの物理的ストレスの耐性を向上させる可能性があり、加えて病原微生物の感染および虫や哺乳類草食動物の食害の抵抗に効果があることが確認されている。

## 由来
内生菌は垂直方向（親から子孫へ直接）または水平方向（個体間）で伝播する。それぞれ垂直伝播、水平伝播という。内生真菌の垂直伝播の典型例は種子への伝播形態のエピクロエ属である。親宿主の内生菌のクローンであり、菌糸を娘宿主の胚へと貫通させて種子内部へと侵入する。真菌を含む内生菌の水平伝播は、例えば無性または有性胞子による植物体の繁殖により起こる。水平伝播は個体から他の個体への内生菌の移動であり、内生菌は群集の一部または全体へと広がる。Epichloë festucaeなど一部の内生菌は垂直伝播すると同時に、宿主の胞子を介して水平伝播もする。
エピクロエ属の内生菌の多くは感染性かつ非発病性の分生子状態を取ることが知られている。この分生子状態が水平伝播にどの程度関わっているかは明らかになっていない。内生真菌の多くは実際には潜伏性の病原体または腐生菌 (saprotroph) であり、特定の条件下、特に宿主の衰弱または老化で活性化と繁殖活動を始める。

## 宿主との相互作用
内生菌は、病原菌や寄生生物を抑制することで宿主に利益を与えていると考えられている。内生菌は宿主の体内空間の占有を巡って病原菌と競合し、病原菌の繁殖を防ぐ。これを障壁効果(barrier effect)と呼ぶ。加えて、内生菌は、病原菌を含む競合者の生育を阻害する化学物質を産生する。内生菌は、宿主の防御機構に関わる植物遺伝子の発現量を増やし、病原菌に対する抵抗性を高める。
内生真菌および細菌は植物の生長を促進することが証明されている。内生真菌の存在は葉の水分損失率を大きくする。しかし、内生細菌は草食動物による食害といった生物的ストレス、あるいは塩害、旱魃、酷暑といった物理的ストレスに対する耐性を高める。内生菌は、リン酸や窒素といった栄養素の植物への取り込みを助け、植物の生長を促進させる。
植物と共生する窒素固定細菌はマメ科植物と根の根粒組織で共生する根粒細菌が古くからよく知られているが、こうした共生組織をつくらずに植物体で内生菌としてふるまっている細菌の中にも窒素固定細菌がいて、宿主に窒素化合物を供給している事が確認されている。栽培植物の中ではサトウキビ、パイナップル、サツマイモから高い窒素固定活性が知られている。
宿主に対する効果には利益もあれば損害もある。内生菌の植物生育促進効果は正の効果と負の効果のバランスの結果である。また、内生菌は生物的・物理的ストレスに対する耐性の向上効果を宿主に与えるが、植物にとって適切な内生菌とその耐性向上効果は生息地や植物種によって異なる。Redmanらは、生息地で要求される生物的・物理的ストレス耐性に有益な内生菌を獲得することが植物にとって重要であるとする生息地適応共生説を提唱した。この仮説において、内生真菌および細菌は、植物が生存や繁栄するための植物体内の機能的微生物コミュニティを構成していると考えられている。

## 医療および工業用途
内生菌は多種多様な化学物質を生産する。その中には、人間を含む動物の病原体やがん細胞を阻害する物質もある。ゲイリー・ストローベルが発見したヒマラヤイチイ（Taxus wallachiana）の内生真菌であるPestalotiopsis microsporaは、人に薬効を示すパクリタキセルを産生する。イヌホオズキ（Solanum nigrum）の内生真菌であるキイロコウジ菌 Aspergillus flavusはソラマルジンを産生する。
内生菌をバイオ燃料生産に役立てる研究が進められている。バイオ燃料用作物への内生菌の植菌は病気や寄生生物への耐性を高めるためである。また、一部の内生真菌はセルロースなど炭素源を炭化水素かその誘導体に変換することが知られている。この炭化水素はマイコディーゼルといわれており、燃料に利用できる可能性がある。

## 農業用途
内生菌は植物の堅牢性と抵抗性を高め、また生育速度を高める。このため、農業への利用が検討されている。エピクロエ属内生菌（Epichloë）は芝の性能とストレス耐性を高め、商業的に広く利用されている。内生真菌のピリホスモスポラ・インディカ（Piriformospora indica）は根に定着し、多くの植物と共生することができる。P. indicaとの共生は様々な農作物（大麦、トマト、トウモロコシなど）の収量を増加させ、病原菌や物理的ストレスへの耐性を高めることが実証されている。
内生真菌・細菌の植物体内コミュニティは、自然環境における植物の生育促進と耐性強化に働く。一方で、農業現場のような集中栽培された植物はこの恩恵を受けられない可能性がある。この内生菌コミュニティを復元させることで、農作物の害虫被害と病害を防ぎ、農薬散布量を削減し、更に旱魃などストレスに強くすることができると期待されている。
内生菌の一部は植物と動物の両方と共生している。人間の健康増進に有効な内生菌を含む農作物はその内生菌を生菌として人間体内に供給するかもしれない。

## 研究方法
内生菌の分野で働く科学者は少ない一方で、環境汚染、森林破壊、生物多様性減少が進行している。これらの環境破壊は多数の微生物種の絶滅を招く。このため、有用な内生菌が発見されないまま永久に失われている可能性は少なくない。
内生菌は非常に多様であり、特性が明らかになっているものはわずかである。同じ植物種でも器官（葉や茎、根）によって異なる内生真菌と内生細菌が多く得られる。また、内生真菌の内部に生息する内生細菌も存在する。
内生菌の種は遺伝子工学の手法（DNA抽出、PCR、DNAシークエンシング）によって同定することができる。内生菌の多くは、宿主植物の組織から培地に培養することができる。内生菌の培養では、まず植物組織を表面消毒する。こうすることで着生菌を滅菌し、内生菌のみを培養する。培養できない内生菌も少なく、この方法では全ての内生菌を検出することはできない。非培養性の内生菌は植物組織からのDNA抽出とその分析で検出できる。イネ科植物のエピクロエ属内生菌は、アニリンブルーで葉鞘組織または稈組織を染色した後に顕微鏡で観察すると、細胞間に菌糸の曲線を見ることができる。内生菌の多くは培養中に胞子を産生しない。形態学での外観観察による真菌の種同定は主に胞子保有時の構造に基づくため、培養によって種同定することは難しい。

## 種類

### 内生真菌
内生真菌は多くの門に存在するが、子嚢菌門に属するものが一般的である。例えば、フンタマカビ綱(核菌類)のヒポクレア目とクロサイワイタケ目などである。小房子嚢菌類の綱にも内生真菌はいる。内生真菌は現行の分類体系において多くの分類階級に存在しており、形態・機能に基づく新たな内生真菌の分類体系が提案されている。下表に代表的な内生真菌を示す。
| 属/種                            | 門       | 綱             | 目               | 宿主       | 生息部位 |
| -------------------------------- | -------- | -------------- | ---------------- | ---------- | -------- |
| コレトトリクム属Colletotrichum   | 子嚢菌門 | フンタマカビ綱 | Glomerellales    | 多くの植物 | 全身     |
| クルブラリア属Curvularia         | 子嚢菌門 | クロイボタケ綱 | プレオスポラ目   | 多くの植物 | 全身     |
| エピクロエ属Epichloë             | 子嚢菌門 | フンタマカビ綱 | ヒポクレア目     | イネ科     | 地上部   |
| フザリウム属Fusarium             | 子嚢菌門 | フンタマカビ綱 | ヒポクレア目     | 多くの植物 | 全身     |
| Mycosphaerella                   | 子嚢菌門 | クロイボタケ綱 | カプノディウム目 | ?          | ?        |
| ネオティホディウム属Neotyphodium | 子嚢菌門 | フンタマカビ綱 | ヒポクレア目     | イネ科     | 地上部   |
| Piriformospora                   | 担子菌門 | ハラタケ綱     | ロウタケ目       | 多くの植物 | 地下部   |
| Serendipita                      | 担子菌門 | ハラタケ綱     | ロウタケ目       | 多くの植物 | 地下部   |

### 内生藻類
内生菌には海藻などの藻類と共生するものも知られている。その中には微細藻類も含まれる。例えば、緑藻のシオグサ属 (Cladophora sp.) や紅藻のソゾ属 (Laurencia sp.) の藻類を宿主とする微細緑藻Ulvella leptochaete が発見されている。下表に代表的な内生藻類を示す。

### 内生細菌
内生細菌は多種多様な分類階級に存在する。例えば、プロテオバクテリア門のアルファプロテオバクテリア綱、ベータプロテオバクテリア綱、ガンマプロテオバクテリア綱、フィルミクテス門、放線菌門などなどである。内生細菌は多くの植物の根と茎の細胞内から発見されている。分裂細胞の内部に侵入することで植物体の様々な器官に移動しているようである。植物細胞内では内生細菌は細胞壁を失い、分裂および代謝を続ける。細胞壁を失った細胞内形態をL型という。Paungfoo-Lonhienneらは根細胞内での細胞内微生物の分解を観察し、細胞内微生物が植物のための有機栄養源またはビタミン源である可能性があるという仮説を立てた。そして、この細胞内微生物の栄養化をrhizophagyと名付けた。
下表に代表的な内生細菌を示す。
| 属/種                                             | 門                   | 綱                           | 目                 | 宿主   | 生息部位 |
| ------------------------------------------------- | -------------------- | ---------------------------- | ------------------ | ------ | -------- |
| アシドボラクス・ファシリスAcidovorax facilis      | プロテオバクテリア門 | ベータプロテオバクテリア綱   | バークホルデリア目 | ?      | ?        |
| ブラディリゾビウム属Bradyrhizobium                | プロテオバクテリア門 | アルファプロテオバクテリア綱 | リゾビウム目       | マメ科 | 地下部   |
| リゾビウム属Rhizobium                             | プロテオバクテリア門 | アルファプロテオバクテリア綱 | リゾビウム目       | マメ科 | 地下部   |
| ロドコッカス・ロドクロウスRhodococcus rhodochrous | 放線菌門             | 放線菌綱                     | 放線菌目           | ?      | ?        |